# Sherlock Holmes à New York
Sherlock Holmes à New York (Sherlock Holmes in New York) est un téléfilm américain réalisé par Boris Sagal, diffusé en 1976.

## Synopsis
19-22 mars 1901 - Londres : Sherlock Holmes arrive chez le Professeur Moriarty, un homme redoutable à la tête du crime organisé londonien. Le détective annonce à son ennemi qu'il a infiltré son organisation criminelle et que tous ses proches collaborateurs ont été arrêtés. Moriarty menace Holmes, mais se retient de le tuer. L'homme machiavélique annonce qu'il va perpétrer en représailles le « crime du siècle », qui se déroulera sous les yeux du détective sans que celui-ci ne parvienne à l'arrêter, ce qui l'humiliera et le discréditera aux yeux du public. De retour au 221B Baker Street trois jours plus tard, Watson informe Holmes qu'Irène Adler, devenue chanteuse de music hall à New York, va prochainement donner un récital. Holmes reçoit anonymement par la poste des tickets pour le spectacle, et s'inquiète qu'un lien existe entre les mauvaises intentions de Moriarty et Irène Adler : il décide donc de partir à New York avec Watson.
31 mars-2 avril 1901 - New York : arrivés de l'autre côté de l'Atlantique, Holmes et Watson se rendent au théâtre où Irène Adler doit se produire le soir même. Holmes apprend à son grand soulagement que la jeune femme ne semble avoir reçu aucune menace, mais il parvient à comprendre que c'est bien Moriarty qui a envoyé les tickets de spectacle à Baker Street. Holmes et Watson se rendent le soir-même à la représentation mais le directeur du théâtre informe les spectateurs qu'Irène Adler ne pourra pas se produire. Le détective, qui apprend l'adresse de la jeune femme, part immédiatement chez elle. Sur place, il apprend que Scott, le fils d'Irène, a été enlevé. Un télégramme envoyé par Moriarty et destiné à Holmes arrive chez Adler, l'informant que s'il coopère avec la police pour une nouvelle affaire à venir, alors le jeune enfant sera tué.
Alors que Holmes et Watson repartent vers leur hôtel, un homme de la police new-yorkaise, accompagné d'un banquier, interpelle le détective. Le banquier explique que la totalité de l'or contenu dans ses coffres-forts et appartenant à différents pays européens a été volée. Cette grave affaire, qui pourrait mener à une guerre mondiale, requiert d'urgence les services du détective. Le télégramme de Moriarty prend tout son sens et Holmes refuse de prendre en charge l'affaire pour éviter des représailles sur Scott. Holmes comprend que le piège de Moriarty se referme sur lui, et cherche pendant toute la nuit à l'hôtel comment résoudre les affaires de l'enlèvement de Scott et du vol des lingots, toutes deux menées par Moriarty.
Le détective parvient à déduire par d'infimes détails que l'enlèvement de Scott a été réalisé par une femme. Après une conversation avec Irène Adler et d'autres recherches, le détective comprend que la personne qu'il recherche est Mrs Roman, qui réside dans un hôtel. Holmes s'y rend, déguisé en homme de spectacle italien. Il rencontre Mrs Roman et l'oblige à lui rendre Scott, qui a été drogué et repose inconscient dans la chambre d'hôtel de la jeune femme. Celle-ci explique qu'elle a été obligée de commettre l'enlèvement sous les ordres d'un proche de Moriarty qui menaçait son mari de mort. Holmes repart avec Scott qu'il ramène à sa mère Irène.
Holmes peut désormais s'occuper de l'affaire du vol sans que la vie de Scott soit menacée. Le directeur de la banque lui montre les coffres-forts vides, accessibles uniquement par un ascenseur dans les souterrains du bâtiment. Un énorme trou dans le mur laisse penser que les voleurs ont creusé un tunnel pour atteindre la pièce et voler l'or en quelques heures. Cependant, Holmes pense que cela est impossible car la quantité d'or aurait été trop conséquente pour pouvoir être volée en si peu de temps. Après des observations et des recherches, il parvient à comprendre que l'or n'a en fait pas été volé, et que Moriarty a simplement mis une bute pour que l'ascenseur se bloque à trois mètres au-dessus de la véritable salle des coffres, donnant ainsi accès à une salle vide rendue identique à celle de l'étage inférieur. Le trou dans le mur a été creusé par des hommes de main de Moriarty pour donner une fausse piste. Moriarty serait probablement revenu plus tard pour voler les lingots en prenant le temps nécessaire à cette opération.
Holmes parvient à découvrir l'endroit où Moriarty réside à New York, et y envoie la police. Cependant, le malfaiteur parvient à s'échapper. Holmes comprend que Moriarty va essayer d'enlever Scott une nouvelle fois, et monte dans un fourgon de police qui part immédiatement. Moriarty parvient effectivement à enlever Scott juste avant que le fourgon n'arrive auprès d'Irène Adler. Une course-poursuite s'engage entre Moriarty et le fourgon de police, qui mène ce dernier devant un autre bâtiment appartenant au malfaiteur. Holmes y entre seul et commence à se battre avec son ennemi tandis que Scott parvient à s'échapper. Un coup de feu est tiré en l'air, provoquant l'entrée de Watson et de la police dans le bâtiment, sauvant Holmes d'une situation difficile tandis que Moriarty parvient une nouvelle fois à s'enfuir, jurant qu'une prochaine confrontation aura lieu entre lui et le détective.
En épilogue, Holmes parvient à retirer la bute placée dans la cage d'ascenseur de la banque et montre ainsi au banquier stupéfait que tout l'or est de nouveau présent dans les coffres. Holmes se rend ensuite chez Irène Adler où les deux personnages évoquent leurs sentiments réciproques. Alors que Holmes refuse finalement de rester en Amérique avec Irène, celle-ci lui avoue que Scott manifeste un intellect très aiguisé et un goût immodéré pour résoudre des énigmes, laissant ainsi entendre que Holmes serait son père, et que l'enfant aurait été conçu 10 ans auparavant, lors de leur première rencontre à Londres. Holmes repart à Londres après avoir rajouté une photo de Scott à sa montre de poche.

## Fiche technique
- Titre : Sherlock Holmes à New York
- Titre original : Sherlock Holmes in New York
- Réalisation : Boris Sagal, assisté de Paul Baxley
- Musique : Carl Davis
- Montage : Samuel E. Beetley
- Pays d'origine : États-Unis
- Durée : 94 minutes

## Distribution
- Roger Moore (VF : Jean Roche) : Sherlock Holmes
- Patrick Macnee (VF : Roland Ménard) : Docteur Watson
- Charlotte Rampling (VF : Brigitte Morisan) : Irene Adler
- John Huston (VF : Jean Martinelli) : Professeur Moriarty
- David Huddleston (VF : Claude Joseph) : l'inspecteur Lafferty, NYPD
- Gig Young (VF : Georges Riquier) : Mortimer McGrew
- Maria Grimm (VF : Catherine Lafond) : Nicole Romaine
- Leon Ames (VF : Henry Djanik) : Daniel Furman
- Signe Hasso (VF : Lita Recio) : Fraulein Reichenbach
- John Steadman (en) (VF : Raymond Loyer) : le gardien du théâtre
- John Abbott (VF : René Bériard) : le majordome Heller (Hector en VF)
- Geoffrey Moore : Scott Adler